# Mandarich-Massiv
Das Mandarich-Massiv ist ein schroffes und in der Aufsicht y-förmiges Massiv in der antarktischen Ross Dependency. Es ragt 1860 m hoch an der Südflanke des Byrd-Gletschers zwischen den Einmündungen des Brecher-Gletschers und des Twombley-Gletschers auf.
Das Advisory Committee on Antarctic Names benannte es 2003 nach Captain (später Admiral) Stevan Mandarich (1911–2001) von der United States Navy, Stabsleiter unter Richard Evelyn Byrd bei der ersten Operation Deep Freeze (1955–1956).